# Patrick Drahi
Patrick Drahi, né le 20 août 1963 à Casablanca (Maroc), est un entrepreneur et homme d'affaires milliardaire des secteurs des télécommunications, des médias et des ventes aux enchères de luxe, de nationalités marocaine, française, israélienne, portugaise et christophienne, résidant en Suisse.
Il est le président-fondateur du consortium luxembourgeois Altice, une multinationale spécialisée dans les télécommunications et les réseaux câblés. Par le biais de sa holding personnelle, Next Limited Partnership, qui est immatriculée à Guernesey, il est le principal actionnaire de l'opérateur français Altice France (SFR), de Virgin Mobile, de l'opérateur israélien Hot, mais aussi de Portugal Telecom, Altice Dominicana et des américains Cablevision et Suddenlink (devenus Altice USA).
Patrick Drahi est propriétaire jusqu'en juillet 2024 de plusieurs médias dont BFM TV, I24 News et RMC via sa holding Altice. Il est jusqu'en septembre 2023 un actionnaire majeur du magazine L'Express. Il est par ailleurs l'actionnaire majoritaire de la maison de ventes aux enchères de luxe Sotheby's.
En 2024, son patrimoine était évalué par le magazine Challenges à 8,65 milliards d'euros, faisant de lui le 17e homme le plus riche de France. Drahi est connu pour son usage sophistiqué de l'endettement et de l'ingénierie financière, aussi bien dans son groupe que pour ses finances personnelles.

## Biographie

### Origines, études et famille
Patrick Drahi naît le 20 août 1963 au Maroc dans une famille juive Tochavim. Son père Marcel et sa mère Lucette, tantôt décrits comme des juifs marocains, tantôt comme des pieds-noirs d'Algérie, sont professeurs de mathématiques à Casablanca au sein de l'Alliance israélite universelle, une organisation française fondée au xixe siècle pour scolariser les juifs d'Orient. Patrick Drahi est inscrit au lycée Lyautey de Casablanca. Alors qu'il a quinze ans, sa famille quitte le Maroc pour s'installer en France, à Montpellier.
En 1983, après des classes préparatoires de mathématiques supérieures et spéciales au lycée Joffre de Montpellier,, il entre à l'École polytechnique,,, puis complète sa formation à l'École nationale supérieure des télécommunications.
Il est marié avec Lina Nazirah Zenie, une Syrienne grecque orthodoxe naturalisée Suisse, avec qui il a quatre enfants. Sa femme et lui obtiennent la nationalité israélienne entre 2009 et 2015 à la suite de ses investissements dans des entreprises locales, leurs quatre enfants obtiennent eux aussi cette nationalité. Drahi obtient ensuite la nationalité portugaise en 2017, après avoir prouvé qu'il descendait de trois familles juives expulsées du Portugal par l'édit de Manuel Ier.

### Parcours professionnel
Après l'obtention de son diplôme à l'École nationale supérieure des télécommunications, Patrick Drahi est employé cinq ans chez Philips, où il travaille sur les récepteurs satellitaires, dont deux ans aux Pays-Bas au département marketing, avant de rejoindre le groupe suédois Kinnevik.
Il fait fortune en France, puis à l'étranger grâce à une technique particulière de gestion d'investissements, l'achat à effet de levier, consistant à s'endetter pour acheter une entreprise cible, puis la restructurer pour en majorer ses profits financiers, et rembourser les emprunts contractés par forte ponction sur la trésorerie de ladite entreprise. Dès 2003, il mise tout sur le secteur du câble et détient vite 99 % des réseaux câblés de France.
Ces opérations financières « acrobatiques » inquiètent certaines banques d'affaires mais ont fait de lui l'homme le plus riche d'Israël, la 5e fortune française et la 57e fortune mondiale selon le classement Forbes 2015. En 2018, son patrimoine était évalué par le magazine Forbes à 7,1 milliards de dollars américains et par le magazine Challenges à 12,5 milliards d'euros. Drahi est connu pour son usage sophistiqué de l'endettement et l'ingénierie financière, aussi bien dans son groupe que pour ses finances personnelles,,.

### Investissements et achats en France
Attiré par la création d'entreprises, il fonde en 1993 un cabinet de conseil, CMA. Il décide ensuite de se lancer dans le câble en France et crée un câblo-opérateur à Cavaillon, dans le Vaucluse, Sud Câble Services. Il arrive à convaincre la société américaine Rifkin d'y investir de l'argent avant que le câblo-opérateur soit acheté par InterComm.
En 1995, il crée son second câblo-opérateur, Mediaréseaux, et raccorde Marne-la-Vallée au câble. Une fois encore, il convainc une société américaine, UPC, d'y investir, mais il conserve 0,4 % du capital. 
De 1998 à 1999, il est conseiller dans l'entreprise de communication numérique InterComm avant de prendre la responsabilité des activités pour l'Europe occidentale et méridionale d'UPC au printemps 1999. Pour ce poste, basé à Genève, il s'installe à Cologny face au lac Léman où il achète plusieurs maisons et terrains.
Durant sa carrière chez UPC, Patrick Drahi achète pour 330 millions d'euros de câblo-opérateurs français, RCF, Time Warner Cable France, Rhône Vision câble, Videopole et InterComm France.
En 2000, il obtient des fréquences de l'État et fonde, avec NRJ et Wendel, un nouvel opérateur, Fortel. Il en est le président du directoire. Lorsque la bulle Internet explose un an plus tard, il se voit obligé d'abandonner ce projet. Juste avant le bouleversement de la toile de 2001, il revend ses 5 % de parts de la société UPC et crée en mai 2001 sa propre société, le fonds d'investissement Altice.
L'année 2002 marque le début de sa conquête du câble français. Patrick Drahi commence par acheter la compagnie alsacienne Est Vidéocommunication et se retrouve en moins de 4 ans à la tête de 99 % du câble français.
Son fonds d'investissement Altice rachète entre autres Numericable, Noos, France Télécom Câble, TDF Câble et UPC France, ceci pour 2 milliards d'euros au total et avec l'aide de deux autres fonds d'investissement, Cinven et Carlyle.
En 2004, Patrick Drahi signe avec différentes collectivités locales et entreprises la délégation de service public de la boucle régionale de très haut débit en Alsace.
Il détient finalement un très grand nombre de réseaux câblés mais tous sont très hétérogènes. Patrick Drahi commence alors un travail d'intégration afin d'homogénéiser l'ensemble. Il se donne pour objectif de raccorder 4 millions de foyers à l'horizon 2008. Ce long travail a des répercussions sur la qualité de réseaux des clients des câblo-opérateurs, si bien qu'en 2007 il abandonne Noos, trop critiqué par la clientèle, pour ne garder que sa branche forte, Numericable. Il détient cette année-là 99,6 % des réseaux câblés de France et achète l'entreprise Completel en octobre pour 35 à 35,50 euros l'action, avant de lancer une offre publique d'achat (OPA) afin d'en devenir l'unique propriétaire avec son fonds d'investissement Altice. C'est un achat au prix fort étant donné la situation de Completel cette année-là. Il fera de cette société la branche destinée aux entreprises de Numericable.
Après avoir associé son fonds d'investissement Altice au fonds Cinven, il invite un deuxième fonds d'investissement en 2007 dans cette collaboration, Carlyle.
En 2009, il achète trois nouveaux réseaux câblés, Martinique TV Câble (MTVC), World Satellite Guadeloupe et Valvision, pour 22 millions de dollars, soit 17 millions d'euros. Ces acquisitions font à l'époque parler dans la presse car Canal+ semblait également intéressé.
Il achète en juin 2013 le premier opérateur alternatif des DOM-TOM, Outremer Télécom, qui est actif aussi bien dans l'accès Internet que dans le téléphone fixe et mobile. Il prévoit de le fusionner avec les câblo-opérateurs de Guadeloupe et de Martinique déjà en sa possession.
À l'automne 2013, il met en bourse Numericable ; la cotation lui permettra de financer les achats de son fonds d'investissement. Il achète en effet cette année-là l'opérateur réunionnais Mobius.
Début 2014, son fonds d'investissement Altice entre en bourse ; Patrick Drahi place entre 1,3 et 1,5 milliard d'euros d'actions sur le marché.
En parallèle, alors qu'Altice ne détenait jusque-là que 20,6 % des parts de Numericable, Patrick Drahi lance l'achat du câblo-opérateur et obtient 40 % des parts en janvier 2014. L'Autorité de la concurrence valide cet achat quelques jours plus tard, estimant qu'il ne porte pas atteinte à la concurrence.

#### Rachat deLibération
En avril 2014, aux côtés de Bruno Ledoux, il sauve de la faillite le quotidien Libération en investissant 18 millions d'euros selon Le Figaro et Mediapart,. Fin 2022, la publication de documents révèlera que ce rachat cachait une juteuse opération immobilière par la vente du siège du journal grâce à un complexe montage financier.

#### Rachat del'Express
Le 9 janvier 2015, le belge Roularta confirme avoir cédé au milliardaire franco-israélien les magazines français les plus importants du groupe, à savoir L’Express, L’Expansion, Studio Ciné live, Lire, Mieux vivre votre argent, Classica et Pianiste.
Lundi 27 juillet 2015, Altice annonce avoir noué un partenariat stratégique avec NextRadioTV, le groupe d’Alain Weill, en vue de le racheter à terme[réf. nécessaire].
La revente en 2016 des journaux Libération et l'Express lui permet de réaliser de confortables bénéfices. La société SFR, dont il est l'un des principaux actionnaires, fait un chèque de 196 millions d’euros pour racheter ses journaux, lui permettant d'empocher 72 millions d’euros de dividendes dans l’opération, alors qu’il n’avait dépensé qu’une demi-douzaine de millions d’euros.

#### Rachat de SFR
Début 2014, Vivendi annonce la mise en vente de sa filiale télécom SFR. Les deux candidats repreneurs sont le groupe Bouygues et Altice Europe dirigé par Patrick Drahi. Le gouvernement français exprime sa préférence pour la première solution. Quelques heures avant la publication de la décision de Vivendi, le ministre du Redressement productif, Arnaud Montebourg, s'inquiète de la situation fiscale de Patrick Drahi ; il déclare sur Europe 1 : « Numericable a une holding au Luxembourg, son entreprise est cotée à la Bourse d'Amsterdam, sa participation personnelle est à Guernesey dans un paradis fiscal de Sa Majesté la reine d'Angleterre, et lui-même est résident suisse ! Il va falloir que M. Drahi rapatrie l'ensemble de ses possessions et biens à Paris, en France. Nous avons des questions fiscales à lui poser ! »
Vivendi préfère cependant entrer en négociations exclusives avec Patrick Drahi et Numericable, déclarant : « Les deux propositions étaient intéressantes » (mais avec Numericable) « il y a 450 millions d'euros de différence et 5 000 destructions d'emplois en moins ». Lors d'une conférence de presse, Patrick Drahi répond aux déclarations d'Arnaud Montebourg et rappelle qu'il vit en Suisse pour des raisons professionnelles et affirme qu'il ne déménagera pas en France. Il déclare qu'il « compte investir 3 milliards d'euros en France, c'est déjà un rapatriement massif ». Le 18 mars, le ministère de l'Économie et des Finances ouvre une enquête portant notamment sur sa résidence fiscale exacte.
Le 30 juillet, l'Autorité de la concurrence lance un examen approfondi de l'achat de SFR à la suite de doutes sérieux au sujet d’entraves à la concurrence. Le 27 octobre, elle donne son feu vert au mariage entre le cablo-opérateur et SFR, deuxième opérateur français, mais l'assortit de dispositions négociées : donner un coup d’accélérateur au très haut débit fixe ; éviter un duopole dans les offres à destination des entreprises sur le très haut débit fixe ; stimuler l’offre mobile dans l’océan Indien ; éliminer tout conflit d’intérêt potentiel entre Numericable et Vivendi.
Le 28 octobre 2014, Emmanuel Macron, ministre de l’économie depuis le 26 août 2014, autorise le rachat de SFR par Numericable. Cette autorisation du ministre de l’économie est obligatoire depuis le décret no 2014-479 d'Arnaud Montebourg puisque Numericable est basé au Luxembourg.
Le 9 octobre 2018, Patrick Drahi et Alain Weill inaugurent le nouveau siège de SFR, qui regroupe ses activités télécoms et ses médias (BFM TV, RMC, Libération, l’Express) dans quatre tours du quartier Balard dans le 15e arrondissement de Paris qui sont leur propriété personnelle mais revendues juste avant l'inauguration pour 1,15 milliard d'euros.

### Investissements et achats à l'étranger
Patrick Drahi investit également dans le câble et les télécoms au Portugal, au Benelux, en Afrique de l'Est et en Israël. Fin 2013, il achète le câblo-opérateur de République dominicaine Tricom, pour 405 millions de dollars, et la filiale locale d'Orange pour 1,1 milliard de dollars.
Affirmant qu'il désire investir en Israël, il achète en mai 2009 des parts de l'opérateur israélien Hot à la banque Leumi. Il obtient 15 % du capital pour 381 millions de shekels, soit 70 millions d'euros. Quelques mois plus tard, il achète également l'opérateur mobile israélien Mirs à Motorola pour 170 millions de dollars. Il a alors la possibilité de fusionner Hot et Mirs afin d'en faire un même opérateur, fixe et mobile. En 2011, il annonce vouloir déployer la fibre optique sur la totalité du territoire israélien avec son câblo-opérateur Hot, pour un coût prévu de 300 millions d'euros. Il espère ainsi concurrencer la compagnie nationale de téléphone israélienne Bezeq.
En juin 2016, Patrick Drahi et Altice rachètent à Charles Dolan le deuxième câblo-opérateur aux États-Unis Cablevision, pour 17,7 milliards de dollars (15,6 milliards d’euros), dette comprise.
En juin 2019, Patrick Drahi annonce le rachat de Sotheby's, maison américaine de vente aux enchères, pour un montant de 3,7 milliards de dollars. Début septembre 2019, les actionnaires de Sotheby's approuvent le rachat par Patrick Drahi qui devrait être effectif lors du dernier trimestre 2019.
Il est également propriétaire d'une collection de plus de 200 œuvres d’art estimées à 750 millions d’euros.

## Organigramme de l'empire Drahi
Il est propriétaire d'une holding personnelle, Next Limited Partnership, immatriculée à Guernesey, laquelle est l'actionnaire majoritaire d'Altice,.
Cet organigramme est établi par l’économiste Benoît Boussemart et publié dans Le Canard enchaîné du 14 octobre 2015 ainsi que dans le magazine Capital. Tout en haut de cet organigramme, on retrouve la holding personnelle de Patrick Drahi, Next LP, puis un enchaînement de filiales situées pour certaines dans des pays connus pour être des paradis fiscaux comme le Luxembourg, la Suisse ou le Panama.
En parallèle aux groupes de sociétés ayant une activité économique, Patrick Drahi gère son considérable patrimoine privé (propriétés, avions, yacht, œuvres d'art) via des family office dont la holding Yafit. Il détient une cascade de sociétés luxembourgeoises (Before SA, Next Alpha SA, SPF et Before Luxembourg SCSp) accueillant sa collection d'œuvres d'art, qui représentent un total d'achats de 924,5 millions de dollars. En 2021, la valeur nette comptable des œuvres encore détenues par sa société Before est de 625 millions d'euros. Ces sociétés sont remplacées par deux entreprises, Forever et Angelheart, domiciliées dans le paradis fiscal de Saint-Vincent-et-les-Grenadines grâce à un montage complexe permettant de transmettre la propriété de ses œuvres d'art à ses enfants, et d'échapper à la taxation des plus-values estimées entre 50 et 75 M€, ainsi qu'aux impôts sur les donations à venir qui sont planifiées à hauteur de 300 M€ par an.

## Associations

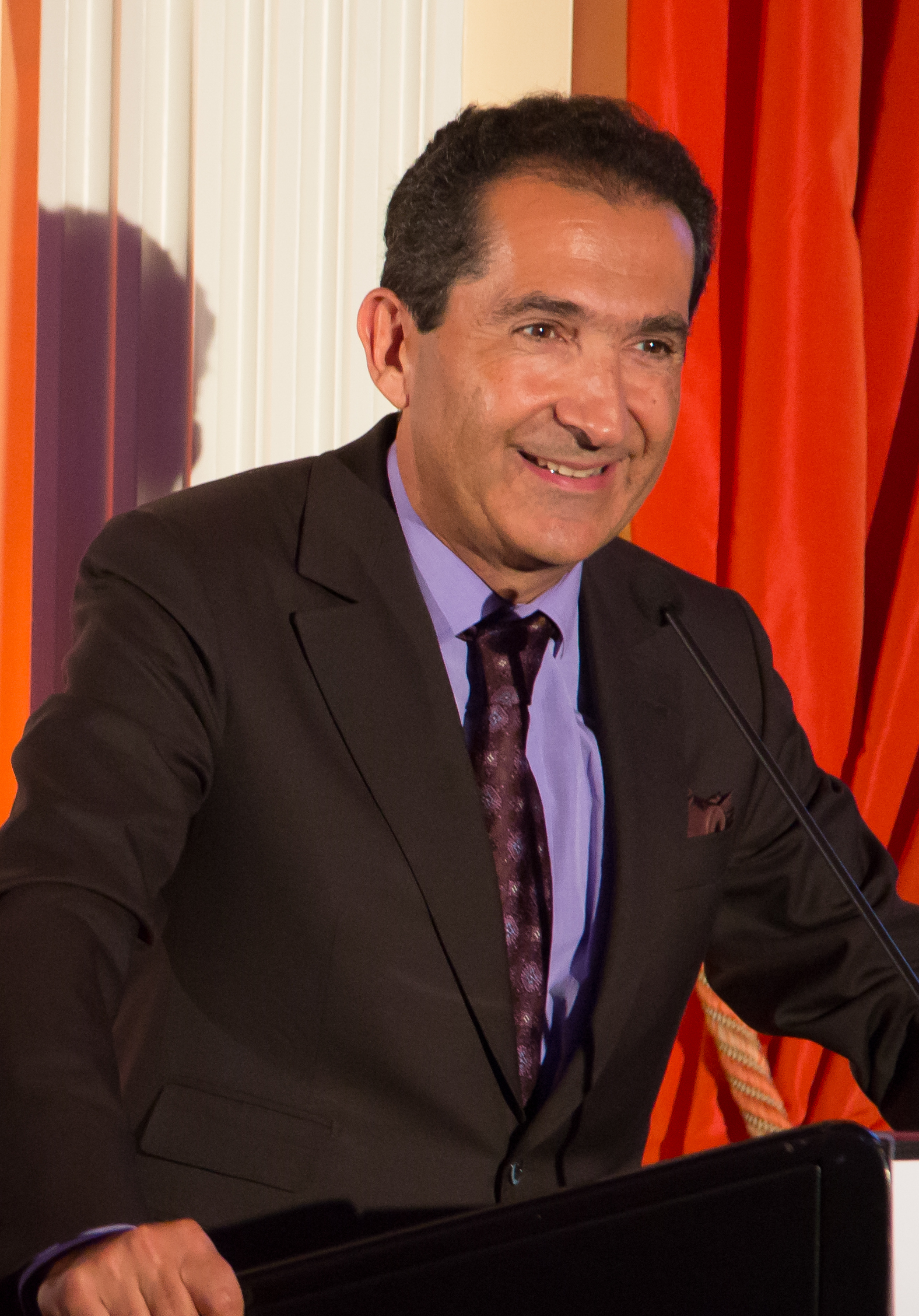
Patrick Drahi, plus grand mécène privée de L'Ecole polytechnique.

Du 18 février 1999 au mois d'avril 2000, Patrick Drahi est vice-président de l'Association des nouveaux opérateurs constructeurs de réseaux câblés (ANOC). Il y est responsable de la branche télécommunication et nouveaux services.
Il participe également à un projet de soutien aux étudiants étrangers avec Télécom ParisTech, son ancienne école, et Télécom Bretagne[source secondaire souhaitée]. Avec la Fondation Télécom, il donne une bourse de 9 500 euros à sept étudiants étrangers de ces deux écoles chaque année[source secondaire souhaitée].
Le 14 avril 2014, il fait une donation personnelle de dix millions d’euros aux écoles Télécom de l’institut Mines-Télécom pour le développement d’une offre de formation en ligne internationale[source secondaire souhaitée].
En juin 2015, il devient le premier mécène privé de l'École polytechnique[source secondaire souhaitée].
Fin mai 2016, il reçoit un doctorat honoris causa de l'université hébraïque de Jérusalem[source secondaire souhaitée].

## Controverses

### Prises de positions
Auditionné en mai 2015 en tant que président-directeur général du groupe Altice par la commission des Affaires économiques de l'Assemblée nationale, il défend implicitement pour la France une réduction du nombre de semaines de congés payés et une augmentation du temps de travail au nom de la compétitivité. Il affirme notamment : « Les Chinois travaillent 24 heures sur 24 et les Américains ne prennent que deux semaines de vacances… » « C'est là, le problème pour nous… », affirme-t-il avant d'ajouter « Mon modèle, ce n’est pas les deux semaines de congés payés, mais par rapport à ceux qui travaillent plus, on avance moins vite : ce sont les lois de la gravitation, si vous le permettez… ».
Patrick Drahi est un fervent défenseur de la cause sioniste, notamment par le don, avec sa femme, de 7,7 millions d'euros au Libi Fund, un fond de collecte créé en 1980 se consacrant au soutien des soldats israéliens pour édifier un centre de bien être sur la base navale militaire d’Haïfa. Le couple se voit en retour accorder l’honneur de choisir le nom du futur campus et ses représentants de pouvoir s’y rendre quand ils le souhaitent.

## Affaires judiciaires

### Polémiques
En 2022, Altice attaque en justice le site d'information indépendant Reflets.info qui menait une enquête sur le train de vie de Patrick Drahi. Un collectif de médias et de syndicats a dénoncé la décision « liberticide » du tribunal de commerce de Nanterre, qui a condamné Reflets à ne plus publier de nouvelles informations sur Altice. Reflets.info fait appel de cette décision et obtient la levée de la censure, le tribunal rappelant que le « secret des affaires » n’est pas, selon la loi, opposable à la presse : le journal peut désormais publier des articles sur le groupe de télécoms et de médias de Patrick Drahi

### Sociétés offshore
En novembre 2022, Patrick Drahi se retrouve au centre d'une polémique fiscale révélée par une enquête de la Télévision suisse romande et du site Heidi.news. Il a déplacé sa collection de tableaux, estimée à au moins 750 millions d’euros, vers des sociétés offshore juste avant l’entrée en vigueur d’une nouvelle réglementation fiscale au Luxembourg. De plus, il a utilisé « sa fondation philanthropique pour rémunérer sa fille et transférer des fonds à Altice ».

### Accusation par le canton de Genève
L'administration fiscale du canton de Genève reproche à Patrick Drahi, domicilié officiellement à Zermatt dans le canton du Valais, de cacher son véritable lieu d'habitation, qui serait à Genève dans la commune de Cologny, lui permettant de la sorte de bénéficier d'avantages fiscaux,,,. Le fisc genevois voudrait récupérer 7,4 milliards de francs suisses (7,5 milliards d’euros) auprès du milliardaire pour des impôts non payés entre 2009 et 2016.
Drahi obtient un succès devant le Tribunal administratif de première instance (TAPI) de Genève en septembre 2022, mais ce jugement est annulé en appel par la Cour de justice de Genève en octobre 2023. Le recours de Drahi au Tribunal fédéral de Suisse est rejeté en mars 2024. Le procès reprend dès lors au TAPI.

### Panama Papers
Le 3 avril 2016, son nom apparaît dans les Panama Papers par l'intermédiaire de la société panaméenne Jenville SA qui a été actionnaire « de passage » au capital d’Altice IV en décembre 2008, et était en 2015 l'actionnaire d'Altice Médias, propriétaire de L'Express et autre médias.

### Double nationalité
En 2014, une polémique quant à sa double nationalité secoue certains médias. Selon Challenges, l'avocat de Patrick Drahi a déclaré que celui-ci possède exclusivement la nationalité israélienne et qu'il a demandé la perte de sa nationalité française, mais son entourage infirme cette déclaration. La plupart des médias le décrivent comme un homme d'affaires franco-israélien.

### Scandale de corruption chez Altice
Une affaire de corruption chez Altice ébranle l'empire des télécoms de Patrick Drahi. Elle débute le 13 juillet 2023 lorsque l'un des cofondateurs de l'entreprise, Armando Pereira, bras droit de Drahi, est arrêté au Portugal dans le cadre d'une enquête sur des actes présumés de corruption et de blanchiment d'argent.
Les enquêteurs portugais ont mené des perquisitions au siège d'Altice à Lisbonne, mettant en cause plusieurs responsables et anciens cadres de l'entreprise. Armando Pereira est soupçonné d'avoir mis en place un réseau de fournisseurs douteux afin de détourner des sommes importantes via la politique d'achat du groupe. Ces actes ont conduit à la suspension de plusieurs dirigeants, dont le PDG de la branche américaine d'Altice, Alexandre Fonseca, ainsi que d'autres dirigeants en France,.
Les accusations portées contre Armando Pereira comprennent 11 délits liés à l'opération Picoas. En tant que cofondateur d'Altice avec Patrick Drahi, Armando Pereira avait acquis une influence considérable au sein de l'entreprise. Il était conseiller du PDG et du comité exécutif d'Altice France depuis un an.
Altice, déjà fortement endetté, voit son empire fragilisé par ce scandale de corruption. Les problèmes financiers sont exacerbés par la remontée des taux d'intérêt, affectant la valeur des obligations émises par le groupe. Cette situation risque de compliquer davantage le remboursement des dettes, avec un endettement cumulé atteignant 60 milliards de dollars pour les entités Altice USA, Altice International et Altice France.
Pour rassurer les investisseurs et restaurer la confiance dans l'entreprise, Patrick Drahi, habituellement discret, prévoit de prendre la parole lors de conférences en marge de la publication des résultats d'Altice France et d'Altice International. Cette prise de parole est cruciale étant donné que le groupe, retiré de la bourse d'Amsterdam en 2021, fait face à d'importantes échéances de remboursement dans les prochaines années.
Les répercussions de ce scandale de corruption sont également ressenties en France, où les salariés expriment leur inquiétude et leur mécontentement face à la situation. Une enquête interne est en cours pour éclaircir les faits et déterminer si des pratiques frauduleuses ont été tolérées au sein du groupe.